# Leuveni Grófság

A Leuveni Grófság címere

A Leuveni Grófság a 10. század vége felé jelent meg mint önálló politikai entitás a Német-római Birodalom nyugati határvidékén, Hesbaie grófság északnyugati területein. A lotaringiai területeket 870-ben felosztó merseni szerződés még Kopasz Károly frank császárnak juttatta ezt a területet, amely azonban 880-ra már a német-római császár fennhatósága alá került. 995 körül a terület Ansfrid gróf, későbbi utrechti püspök fennhatósága alatt volt, aki a püspöki hivatal elfoglalása után lemondott világi tisztségeiről.
Lambert, III. Reginár hainaut-i gróf fia 991-ben elvette Károly alsó-lotaringiai herceg lányát, Gerbergát és apósától hozományba kapta Brüsszel grófságát és az attól keletre elterülő földeket. A Leuveni Grófság első említése egy 1003-ra datált oklevélből származik. 1013-ban Lambert megszerezte Tongerlo városát és a körülötte elterülő grófságot is.
Habár Lambert 1015-ben a II. Gottfried alsó-lotaringiai herceg ellen Florennes mellett vívott csatában elesett, utódai egyre nagyobb befolyásra tettek szert. 1106-ban V. Henrik német-római császár Gottfried grófnak adományozta Alsó-Lotaringia hercegi címét. Azonban a rivális limburgi grófok is maguknak követelték a hercegi címet, és 1139-ig felváltva viselték azt a két család tagjai. 1141 körül a leuveni grófok hercegnek kezdték magukat címezni (a limburgi grófok körülbelül ugyanekkor vették fel a limburgi hercegi címet). Mire az 1180-as évekre a leuveni grófok végleg megszerezték maguknak az alsó-lotaringiai hercegi címet, tényleges hatalom vagy földbirtok már nem tartozott hozzá. III. Henrik brabanti herceg és leuveni gróf látszólag beletörődött ebbe, címei közül elhagyta a kiüresedett alsó-lotaringiai hercegi címet és 1183-tól hivatalosan Brabant és Leuven hercege volt ("ducem Lotharingie et Brabancie").

## Leuven és Brüsszel grófjai
- 1003-1015 : I. Lambert, az első leuveni gróf, III. Reginár hainaut-i gróf fia
- 1015-1038 : I. Henrik, (I. Lambert fia)
- 1038-1040 : Ottó (I. Henrik fia)
- 1040-1054 : II. Lambert, (I. Lambert fia)
- 1054-1079 : II. Henrik, (II. Lambert fia)
- 1079-1086 : III. Henrik, (II. Henrik fia)

## Leuven és Brüsszel grófja, brabanti tartományi gróf
- 1086-1095 : III. Henrik, (II. Henrik fia)
- 1095-1106 : I. Gottfried, (II. Henrik fia)

## Leuven és Brüsszeli grófok, brabanti tartományi gróf és alsó-lotaringiai herceg
- 1106-1139 : I. Gottfried, (II. Henrik fia)
- 1139-1141 : II. Gottfried, (I. Gottfried fia)
- 1141-1190 : III. Gottfried, (II. Gottfried fia)

1183 után a leuveni, a brüsszeli és a brabanti tartományi grófi címeket a brabanti hercegek örökletesen viselték.

## Fordítás
- Ez a szócikk részben vagy egészben  a   County of Leuven című angol Wikipédia-szócikk fordításán alapul.  Az eredeti cikk szerkesztőit annak laptörténete sorolja fel. Ez a jelzés csupán a megfogalmazás eredetét és a szerzői jogokat jelzi, nem szolgál a cikkben szereplő információk forrásmegjelöléseként.